# Sebastian Güthlein
Sebastian Güthlein (* 23. Januar 1776 in Bamberg; † 25. Mai 1858 ebenda) war ein deutscher Maler.

## Leben
Sebastian Güthlein, der einer Gärtnerfamilie entspross und dessen Biographie bisher kaum bekannt ist, schuf Werke für die Kirche in Willersdorf und im Jahr 1834 für Katholische Pfarrkirche Maria Himmelfahrt in Aschbach sowie 1837 für den Kreuzweg in Volkach-Astheim.